# Kambiz Rousta
Kambiz Rousta (* 1939) ist ein iranischer Politikwissenschaftler. Rousta musste vor dem Mullah-Regime aus seinem Land fliehen und setzt sich aus dem Exil für einen Regimewechsel ein.

## Leben
Rousta war in der Zeit der islamischen Revolution (1979) im Schriftstellerverband des Iran engagiert. Noch bis 1981 unterrichtete er an der Universität Teheran. Später wurde er zum Sprecher des Internationalen Tribunals zur Verurteilung des iranischen Regimes.
Rousta musste vor dem Mullah-Regime nach Europa fliehen. Er lebt heute in Deutschland und setzt sich aus der Ferne für die Rechte der unterdrückten Bevölkerung des Iran ein.